# Прокошина, Александра Васильевна
Александра Васильевна Проко́шина (1918—2005) — советская российская певица (сопрано), хормейстер, педагог. Народная артистка СССР (1979). Лауреат Сталинской премии первой степени (1952).

## Биография
Родилась 18 апреля 1918 года в селе Митинка (ныне в Барятинском районе Калужской области, Россия).
С 1934 года — в Государственном русском народном хоре имени М. Е. Пятницкого, с 1944 по 1963 — солистка хора.
В 1940 году окончила Студию при хоре (педагоги В. Г. Захаров, П. М. Казьмин, М. И. Фомина).
Первая исполнительница многих песен В. Г. Захарова, ставших широко известными, в том числе «Вдоль деревни», «И кто его знает», «Белым снегом», «Дайте в руки мне гармонь» и др.
Работала в хоре 42 года в качестве певицы-солистки, затем педагогом, вокалистом, хормейстером.
В 1962—1968 годах преподавала в Московском музыкальном училище имени М. М. Ипполитова-Иванова (ныне Государственный музыкально-педагогический институт имени М. М. Ипполитова-Иванова), в 1963—1970 годах — педагог хора имени М. Е. Пятницкого, в 1970—1972 — Студии при хоре.
В 1940-е годы у певицы появился первый подшефный самодеятельный коллектив. С тех пор её творческая судьба была связана со многими самодеятельными хорами Подмосковья, Брянской, Липецкой, Вологодской, Пензенской областей. Их количество доходило до 60. В свободное время много помогала коллективам художественной самодеятельности, особенно из села.
В 1962—1975 годах — художественный руководитель народного коллектива: ансамбля песни и пляски подмосковного совхоза «Белая Дача». С 1975 до начала 90-х годов — художественный руководитель ансамбля песни и пляски «Искорка» колхоза «Искра» Котельничского района Кировской области. В репертуаре яркие самобытные полотна, вокально-хореографические композиции — «Вятская гармонь», «Вятская топотуха», «Вятская кадриль», «Вятский сувенир».
В 1944 году снялась в фильме С. А. Герасимова «Большая земля» (в начале и в конце фильма, в массовке, танцует и поёт вместе с коллегами по хору имени М. Е. Пятницкого), а в 1986 году — в кинофильме об основателе первого русского крестьянского хора М. Е. Пятницком «Певучая Россия» в роли Аринушки.
Член ВКП(б) с 1943 года.
Скончалась на 88-м году жизни 19 июня 2005 года в Москве. Похоронена на Кунцевском кладбище в Москве.

### Семья
- Муж — Иван Гаврилович Лазарев (1898—1979), генерал-майор танковых войск[3]
- Дочь — Наталия, заведующая фольклорным отделением в московской музыкальной школе.

## Фильмография
- 1986 — «Певучая Россия» — Фильм рассказывает об основателе первого русского крестьянского хора М. Е. Пятницком, о его жизни, трагической любви и других фактах биографии. В картине нашла отражение музыкальная жизнь России дореволюционного периода. Роль Аринушки.
- 1983 — «Спой мне, спой, Прокошина» — документальный фильм, Кировское телевидение[4].
- 2000 — «Прогулка со звездой» — солистка хора Пятницкого, народная артистка СССР Александра Васильевна Прокошина рассказывает о своем творческом пути.

## Награды и звания
- Заслуженная артистка РСФСР (1957)
- Народная артистка РСФСР (1961)[5]
- Народная артистка СССР (1979)
- Сталинская премия первой степени (1952) — за концертно-исполнительскую деятельность
- Орден Трудового Красного Знамени (1944) — за заслуги в деле пропаганды русской народной песни
- Орден Ленина (1988)
- Орден Дружбы народов (1984)
- Медаль «За доблестный труд в Великой Отечественной войне 1941—1945 гг.»
- Медали
- Почётная грамота Президиума Верховного Совета РСФСР за активное участие в подготовке и проведении Всероссийского смотра сельской художественной самодеятельности в 1963—1965 годах
- Значок Министерства сельского хозяйства РСФСР «Отличник социалистического соревнования сельского хозяйства РСФСР» (1968)
- Значки Министерства культуры СССР «Отличник культурного шефства над селом» (1972, 1978).

## Интересный факт
В 1939 году М. В. Исаковский написал посвященное памяти его матери стихотворение, которое начиналось и заканчивалось обращением к Александре Прокошиной (тогда солистке хора им. М. Е. Пятницкого) — «Спой мне, спой, Прокошина» («Спой мне, спой, Прокошина, Что луга не скошены, Что луга не скошены, Стежки не исхожены…»).
Первой строкой этого стихотворения озаглавлен фильм о певице «Спой мне, спой, Прокошина», созданный в 1983 году.

## Память
В 2014 году, в год культуры в Российской Федерации в посёлке Ленинская Искра Котельничского района Кировской области, на доме, где жили художественный руководитель ансамбля песни и танца «Искорка» А. В. Прокошина и главный балетмейстер, народный артист РСФСР (1991) В. М. Захаров, была установлена мемориальная доска.